# Carlotta Barilli
Carlotta Barilli (Parma, 2 settembre 1935 – Roma, 15 luglio 2020) è stata un'attrice italiana.

## Biografia
Nipote dello scrittore e critico musicale Bruno Barilli, esordì nel cinema interpretando piccoli ruoli in film musicali. Assieme al collega Paolo Bonacelli (con cui ebbe il figlio Leone) fondò la Compagnia del Porcospino con la quale, a Roma, mise in scena numerosi spettacoli teatrali di successo.

## Filmografia
- I ragazzi del juke-box, regia di Lucio Fulci (1959)
- Tutti innamorati, regia di Giuseppe Orlandini (1959)
- Urlatori alla sbarra, regia di Lucio Fulci (1960)
- La commare secca, regia di Bernardo Bertolucci (1962)
- I Giacobini, regia di Edmo Fenoglio - Sceneggiato televisivo (1962)
- Il comandante, regia di Paolo Heusch (1963)
- C'era una volta, regia di Francesco Rosi (1967)
- Novecento, regia di Bernardo Bertolucci (1976)

## Prosa teatrale
- Un marziano a Roma di Ennio Flaiano, regia di Vittorio Gassman. Prima al Teatro Lirico di Milano il 23 novembre 1960.

## Prosa televisiva Rai
- Le colonne della società di Henrik Ibsen, regia di Mario Missiroli, trasmessa il 18 febbraio 1972.
- Don Chisciotte di Miguel de Cervantes, regia di Maurizio Scaparro, trasmessa il 30 dicembre 1985.

## Prosa radiofonica Rai
- Orestiade di Eschilo, regia di Vittorio Gassman e Luciano Lucignani, trasmessa il 15 giugno 1960.
- Adelchi di Alessandro Manzoni, regia di Vittorio Gassman, trasmessa il 31 gennaio 1961.

## Varietà televisivi Rai
- Moderato sprint, programma musicale con Fausto Papetti e Michelino, presenta Carlotta Barilli, regia di Vladi Orengo, 8 settembre 1962.
- Musica in pochi, programma con Mario Pezzotta e Carlo Pes presentano Franca Aldrovandi con Carlotta Barilli, regia di Lino Procacci, 18 giugno 1963.